# Simone De Magistris

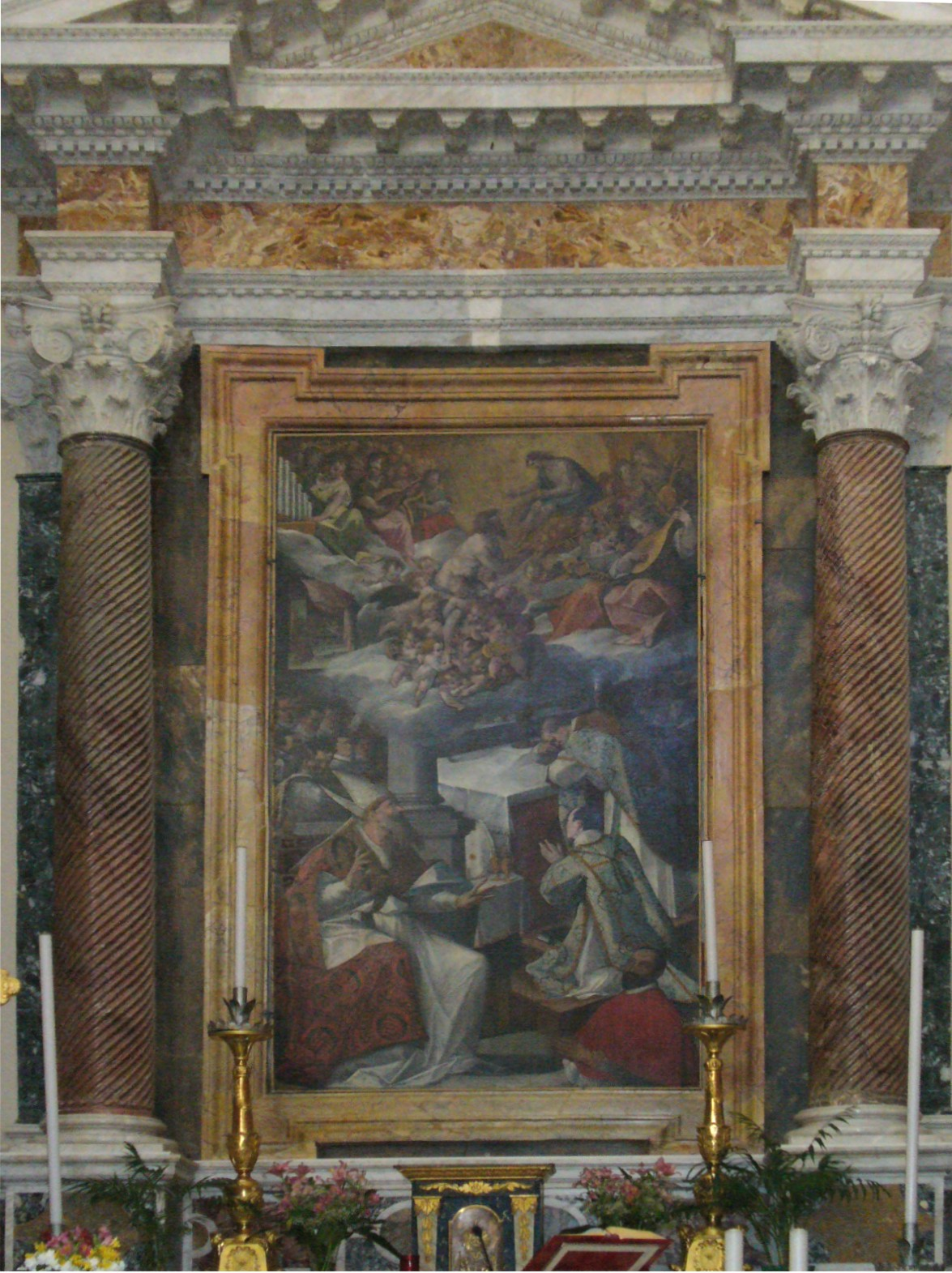
Transito di S. Martino, pala d'altare, Collegiata di S. Martino, Caldarola.

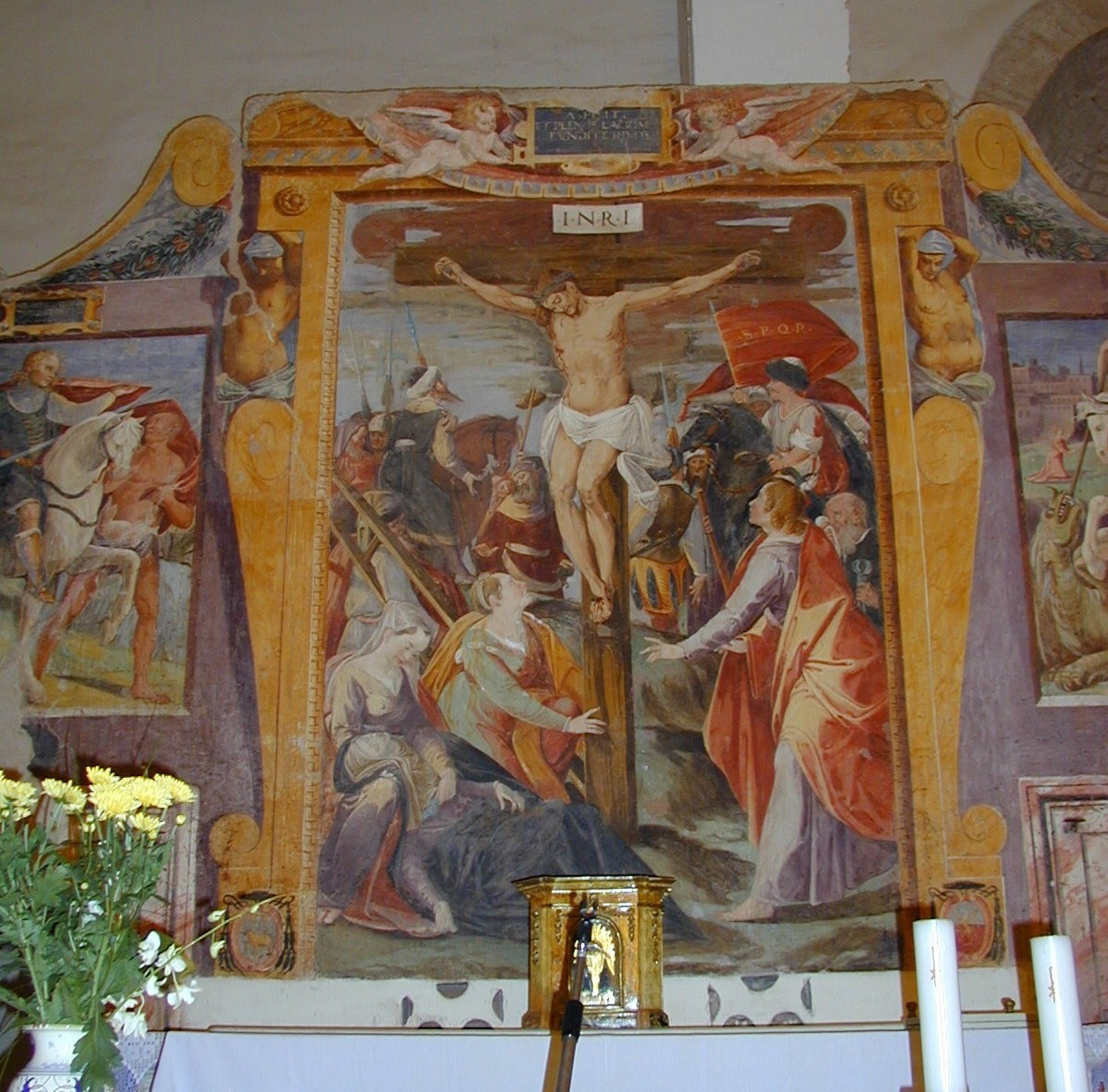
Pentittico: Crocifissione, affresco 1588, Chiesa dei Santi Martino e Giorgio nel Castello di Vestignano, Caldarola

Simone De Magistris (Caldarola, 1538 circa – 1613) è stato un pittore e scultore italiano.

## Biografia
Simone figlio di Giovanni Andrea De Magistris e di Camilla di Ambrogio, e fratello di Palmino e di Giovanfrancesco, entrambi pittori, faceva quindi parte di una famiglia di pittori di Caldarola in provincia di Macerata, nelle Marche. Anche i figli di Simone, Federico e Solerzio, svolsero l'attività di pittori andando così a dar corpo alla cosiddetta “Scuola di pittura caldarolese”
Si formò presso la bottega familiare e si spostò quindi a Loreto, dove frequentò brevemente la bottega dell'anziano Lorenzo Lotto. Tutte le biografie scritte su Simone De Magistris hanno inizio con la citazione: 
(tratta dal “Libro delle spese” che tenne Lorenzo Lotto mentre si trovava nella Santa Casa di Loreto)
Simone era stato accompagnato nella bottega del Lotto da un altro pittore caldarolese dell'epoca, Durante Nobili, vecchia e fidata conoscenza del maestro veneto, ma il giovane allievo vi “stette otto dì” soltanto.
Fu senza dubbio, Simone l'autore di maggior talento che lo vede “come uno dei protagonisti dell'arte della Controriforma a cavallo fra il ‘500 e il ‘600. Il Manierismo trova in lui uno dei primi rappresentanti”.
Ebbe la fortuna di poter a lungo lavorare per il Cardinale Evangelista Pallotta, l'artefice del grande rinnovamento urbanistico della loro comune patria, Caldarola.

## Opere
- Adorazione dei Magi, 1562, olio su tela, Montefortino(AP), Pinacoteca Comunale
- Assunzione della Vergine, 1562, olio su tela, 210 × 150, iscrizione: SIMON ET IOHANES FRANCISCVS TOSCHANI DE CALDAROLA PINGEBANT IDXXXXXXII, Camerino (MC), Pinacoteca Civica
- Presepe, 1566 circa, 135 × 190, iscrizione: SIMONE E GIANFRANCESCO TOSCANI DA CALDAROLA PINGEVANO, Spoleto (TR), Pinacoteca Comunale
- Adorazione dei Magi, 1566, olio su tela, 375 × 240, iscrizione: SIMONE E GIANFRANCESCO TOSCANI DA CALDAROLA PINSERO 1566, Matelica (MC), Chiesa di S. Francesco
- Calvario, 1566, olio su tela, 282 × 192, iscrizione: SIMONE E GIOANFRANCESCO TOSCANI DA CALDAROLA PINXIT MDLXIIIIII, Esanatoglia (MC), Chiesa di Santa Maria di Fonte Bianco
- Oratorio del Crocifisso, 1566, affresco, Serravalle di Chienti (MC), Parrocchiale di Santa Lucia
- Presepe e Deposizione, 1569, affresco, Ripatransone (AP), Chiesa del Carmine
- Martirio di Santo Stefano, 1569, olio su tela, 263 × 155, iscrizione: SIMONE E GIOANFRANCESCO [TOSCANI] DA CALDAROLA PINGEVANO ANNO DOMINI MDLXVIIII, Matelica (MC), Chiesa di S. Francesco
- Ciclo della Passione, 1569, affresco, Matelica (MC), Chiostro della Chiesa di S. Francesco
- Presepe con s. Nicola da Tolentino, 1570, olio su tavola, 228 × 131, iscrizione: SIMONE DE DE MAGISTRIS DA CALDAROLA PINGEVA MDLXX, Fabriano (AN), Pinacoteca Civica
- Madonna del Rosario, 1572, Bassano, Fabriano (AN), Chiesa Parrocchiale di S. Stefano
- Deposizione e Santi, 1573?, olio su tavola, 217 × 121, San Cassiano, Sarnano (MC), Chiesa di San Cassiano
- Madonna con Bambino e Santi, 1574, olio su tela, 242 × 145, iscrizione: SIMONE E GIOANFRANCESCO DE MAGISTRIS DA CALDAROLA FACIEBANT PICTVRA ET SCVLTVRA 1574, Ascoli Piceno, Parrocchia di S. Pietro Martire
- Madonna con Bambino e Santi, 1574, olio su tela, 266 × 177, iscrizione: SIMONE DE MAGISTRIS DA CALDAROLA 1574, Ripatransone (AP), Palazzo Vescovile
- Madonna del Rosario, 1575, olio su tela, 290 × 260, San Ginesio (MC), Collegiata della Santissima Annunziata
- Madonna con Bambino e Santi, 1576 circa, affresco staccato, Montecosaro (MC), Chiesa di S. Rocco [collegamento interrotto]
- La vocazione di S. Matteo, 1576, olio su tela, 318 × 170, Montecosaro (MC), Chiesa di S. Rocco
- Madonna con Bambino e Santi, 1576, olio su tela, 294 × 182, iscrizione: SIMONE DE MAGISTRIS DA CALDAROLA PINGEVA 1576, Potenza Picena (MC), Chiesa dei Zoccolanti
- Deposizione e Santi, 1576, olio su tela, 285 × 186, iscrizione: SIMONE DE MAGISTRIS DA CALDAROLA PINGEVA 1576, Potenza Picena (MC), Chiesa dei Cappuccini
- Madonna del Rosario e Santi, 1577, olio su tela, 297 × 198, iscrizione: SIMONE DE MAGISTRIS CALDAROLA FACIEBAT MDLXXVII, Montefortino (AP), Pinacoteca Comunale
- Madonna del Rosario e Santi, 1577, inchiostro su carta, 40,4 × 26,1, Milano, Pinacoteca di Brera
- Madonna con Bambino e Santi, 1579, olio su tela, 250 × 165, iscrizione: SIMONE MAGISTRIS CALDAROLENSIS FACIEBAT MDLXXVIIII, Ripatransone (AP), Cattedrale Santi Gregorio e Margherita
- Vita della Vergine, 1580-82, stucchi e affreschi, arco e catino absidale, Macereto, Visso (MC), Santuario di Santa Maria
- Madonna del Rosario e Santi, 1581, affresco, iscrizione: DIE, V, MENSIS, AVGVSTI, MDLXXXI SIMONE DA CALDAROLA PINGEVA, Aschio, Visso (MC), Chiesa di Santa Maria della Cava
- Madonna del Rosario e Santi, 1583, affresco, iscrizione: SIMONE MAGISTRIS DA CALDAROLA PINGEVA 158(.) ANNO DOMINI MDLXXXIII, Casavecchia, Pieve Torina (MC), Chiesa di Sant'Oreste
- Madonna con Bambino e Santi, 1584, olio su tela, 226 × 168, iscrizione: REM SACRAM QVOTIES HABET HOC ALTARE, SACERDOS EX PAENIS ANIMAM PVRGANTIBVS ERIPITVNAM. ANNO DOMINI MDLXXXIIII SIMON DE MAGISTRIS FACIEBAT, Potenza Picena (MC), Museo Comunale
- Madonna con Bambino, 1584, frammento di affresco, Montefiore dell'Aso (AP), Chiesa di S. Filippo
- Madonna con Bambino, 1585, olio su tela, 257 × 167, iscrizione: SIMON DE MAGISTRIS DE CALDAROLA PIGNIEBAT ANNO DOMINI MDLXXXV, Osimo, Museo Sacro Diocesano
- Sposalizio mistico di S. Caterina e Santi, 1585-88, olio su tela, 300 × 200, Tolentino, Museo della Basilica di S. Nicola
- Assunzione della Vergine, S. Martino, Calvario, S. Giorgio e Cristo risorto e Santi Vescovi, 1587-88, affreschi, Pentittico degli altari frontali, Vestignano, Caldarola (MC), Chiesa dei Santi Martino e Giorgio
- Pentecoste, 1589, olio su tela, 290 × 190, iscrizione:  MDLXXXVIIII SIMONE DE MAGISTRIS DA CALDAROLA PIGNEVA, Appignano del Tronto (AP), Pieve di S. Giovanni Battista
- Esaltazione del Nome di Gesù, 1589, olio su tela, 345 × 179, Offida (AP), Palazzo Comunale [collegamento interrotto]
- S. Antonio abate, 1590, affresco, Offida (AP), Chiesa di S. Antonio abate
- Cappella Trasi, 1590, affreschi e stucchi, Ascoli Piceno, Chiesa di Santa Maria della Carità
- Adorazione dei pastori, 1590, olio su tela, 222 × 127, iscrizione: SIMON DE MAGISTRIS DE CALDAROLA ET SOLERTIVS EIVS FILIVS ARTIFICES 1590, Mentana (Roma), Collezione Federico Zeri
- San Nicola da Tolentino, olio su tela, 180 × 112, Tolentino, Museo del Santuario di San Nicola
- Madonna del Rosario e Santi, 1592 circa, olio su tela, 330 × 187, iscrizione: SIMON DE MAGISTRIS DE CALDAROLA FACIEBAT 1592, Ascoli Piceno, Pinacoteca Civica
- Madonna del Rosario e Santi, 1592, olio su tela, 145 × 85, Ascoli Piceno, Monastero delle Benedettine di Sant'Onofrio
- Transito di San Martino, 1594, olio su tela, 349 × 200, altare maggiore, Collegiata di San Martino, Caldarola
- La Pietà e Santi, 1594, tempera su tela, 232 × 161, San Ginesio (MC), Pinacoteca
- Madonna con Bambino e Santi, 1596, olio su tela, iscrizione: AVE REGINA COELORVM SIMON DE MAGISTRIS DE CALDAROLA PINGEBAT 1596, Lapedona (FM), Chiesa di San Nicolò
- Cappella Vannarelli, 1598, stucchi, San Ginesio (MC), Collegiata Santissima Annunziata
- Ultima Cena, 1598, olio su tela, 225 × 182, iscrizione:  SIMON DE MAGISTRIS CALDAROLENSIS PICTVRAM ET SCVLPTVRAM FACIEBAT ANNO DOMINI MDLXXXXVIII, Cappella Vannarelli, San Ginesio (MC), Collegiata Santissima Annunziata  Ultima Cena (JPG), su gustoegusti.it. URL consultato il 12 luglio 2021 (archiviato dall'url originale il 13 aprile 2013).
- Caduta sotto la Croce, 1598, olio su tela, 225 × 182, Cappella Vannarelli, San Ginesio (MC), Collegiata Santissima Annunziata [collegamento interrotto]
- Cristo crocifisso, Vergine e San Giovanni, 1598, olio su tela, 200 × 110, Cappella Vannarelli, San Ginesio (MC), Collegiata Santissima Annunziata
- Storie della vita di S. Silvestro Guzzolini, 1599-1600, affreschi e stucchi, Fabriano (AN), Chiesa di S. Benedetto [collegamento interrotto]
- Sant'Antonio abate e San Venanzio, 1600 circa, affresco, Croce, Caldarola, Chiesa della Santa Croce
- Ultima Cena, 1607, olio su tela, iscrizione: SIMON … PINGEBAT, Sarnano, Pinacoteca Comunale
- Ciclo dell'infanzia di Gesù, pannelli cantoria, Force (AP), Collegiata di San Paolo
- Madonna con Bambino e Santi,  scultura in stucco policromo, 160 × 54, Force (AP), Musei sistini del Piceno [collegamento interrotto]
- Madonna del Rosario e Santi, 1608 circa, olio su tela, 215 × 151, iscrizione: ANNO DOMINI MD. SIMONE DA CALDAROLA, Castel Sant'Egidio, Castignano (AP), Chiesa di Sant'Egidio
- Cappella Gilio, 1608, stucchi e pitture, Ascoli Piceno, Chiesa di Santa Maria della Carità
- Madonna con Bambino e Santi, 1608, olio su tela, 213 × 128, Urbino, Galleria Nazionale delle Marche
- Eterno Padre e Cristo esanime, 1608, affresco, Gualdo (MC), Pieve di Sant'Elpidio
- Cappella Orgilla della Torre, 1610-11, stucchi, Ascoli Piceno, Chiesa di Santa Maria della Carità

## Note

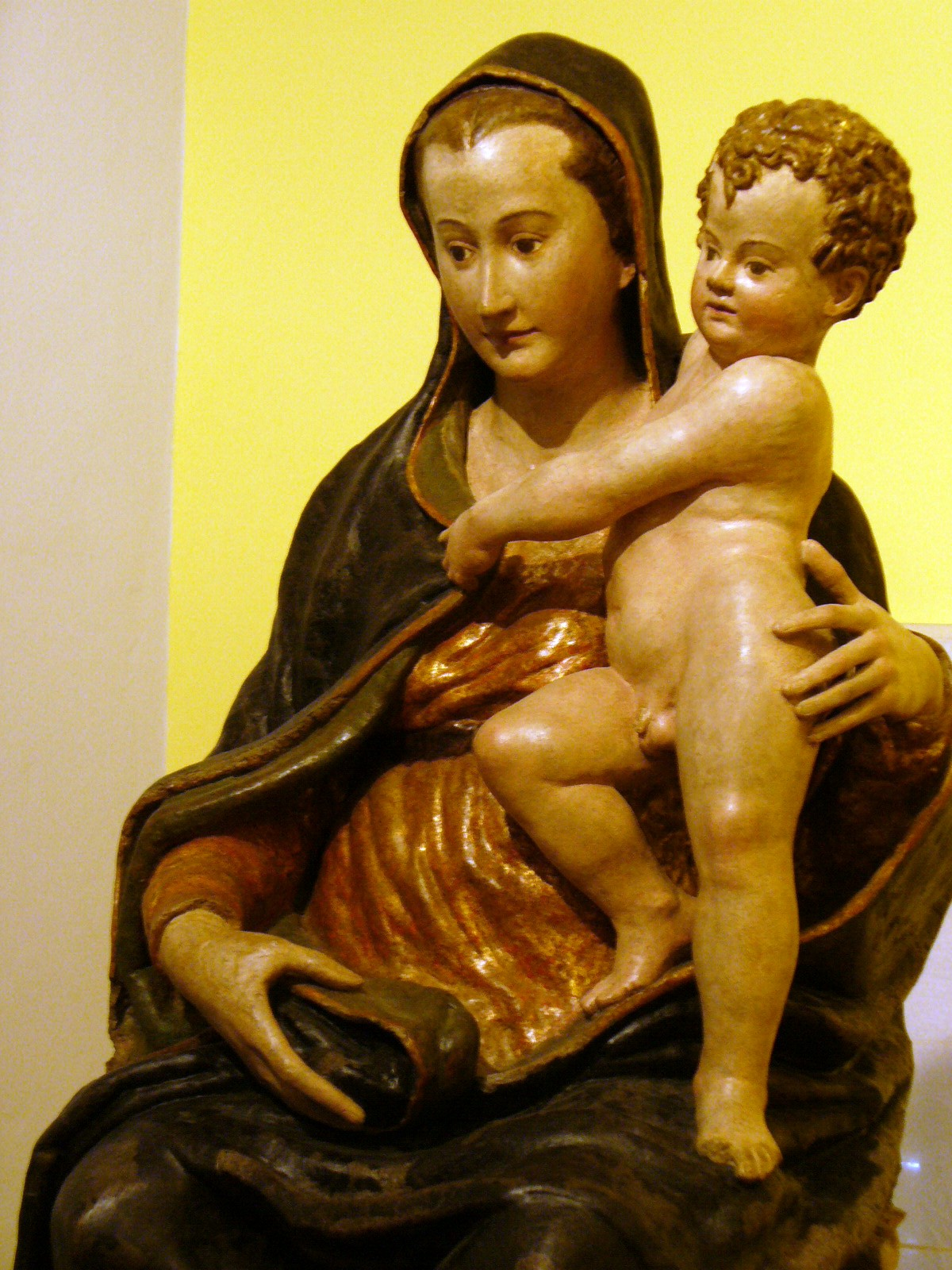
Madonna con Bambino, scultura in stucco policromo, Force (AP), Musei sistini del Piceno

## Galleria d'immagini

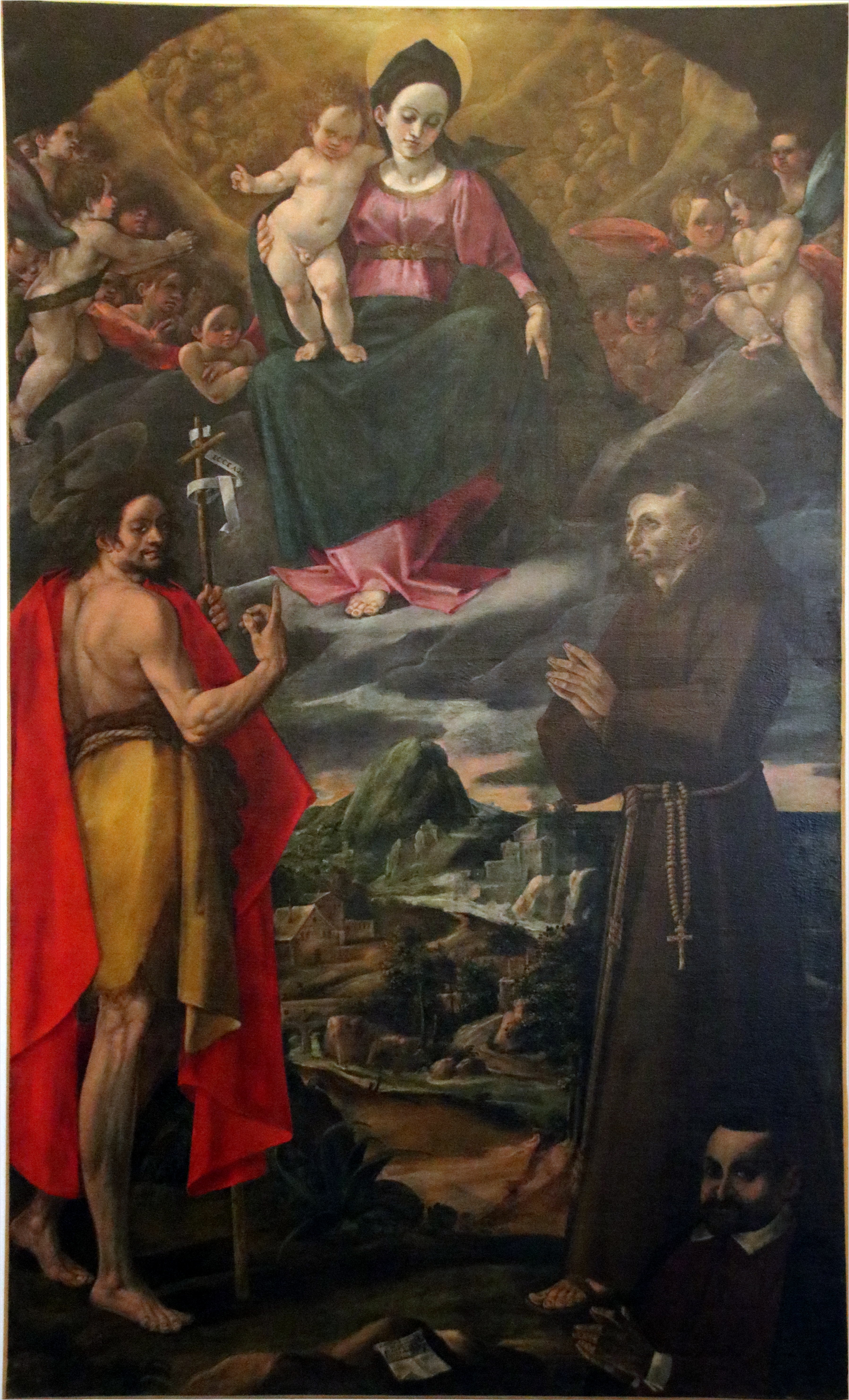
Madone à l’Enfant parmi les saints et donateur. Simone e Solerzio de Magistris
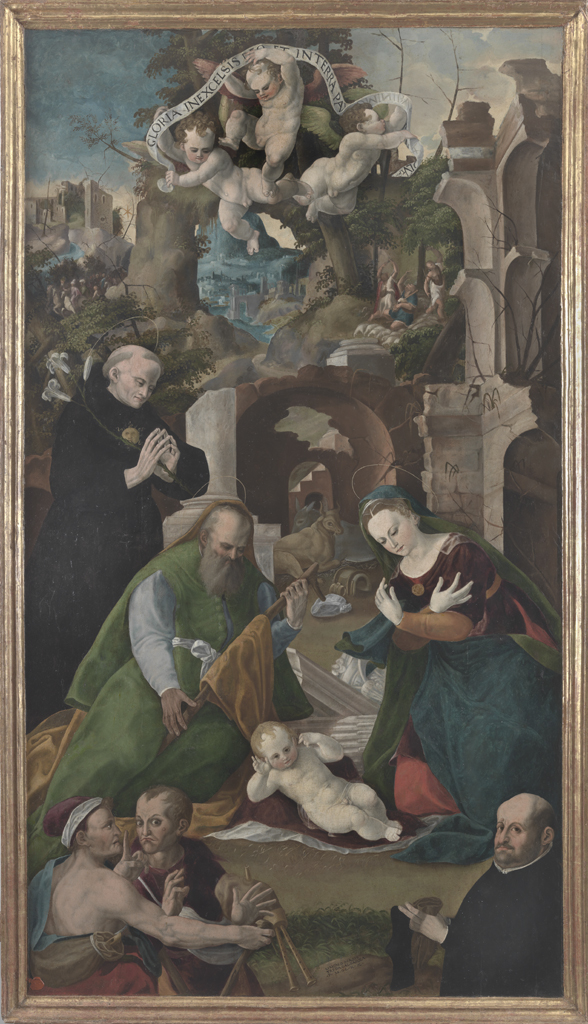
Crèche avec saint Nicolas de Tolentino
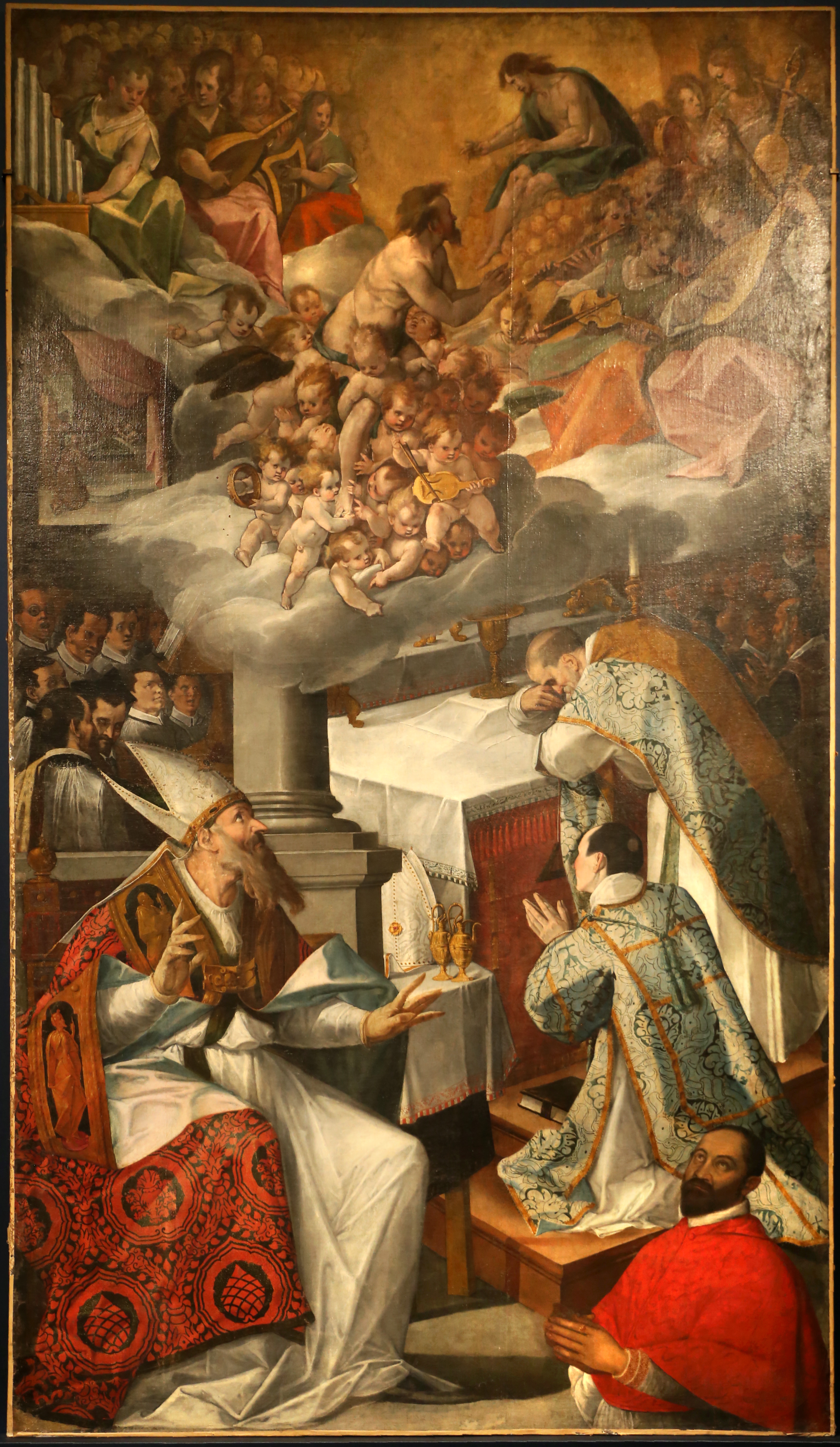
Transit de saint Martin, 1593-1594, Caldarola, san Martino.
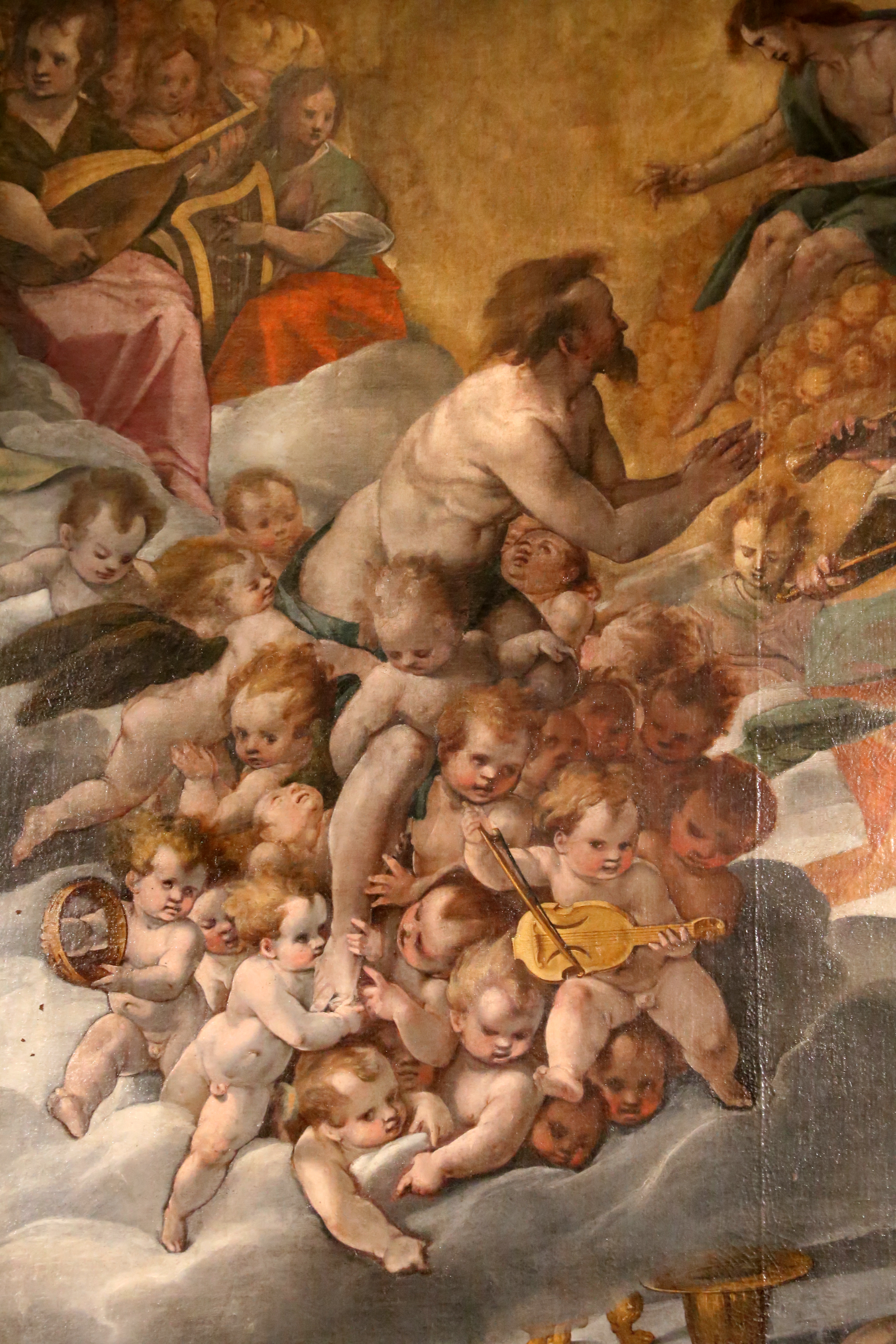
Transit de saint Martin (détail)

Santuario di Santa Maria, Macereto, Visso, 1580-82, arco e catino absidale

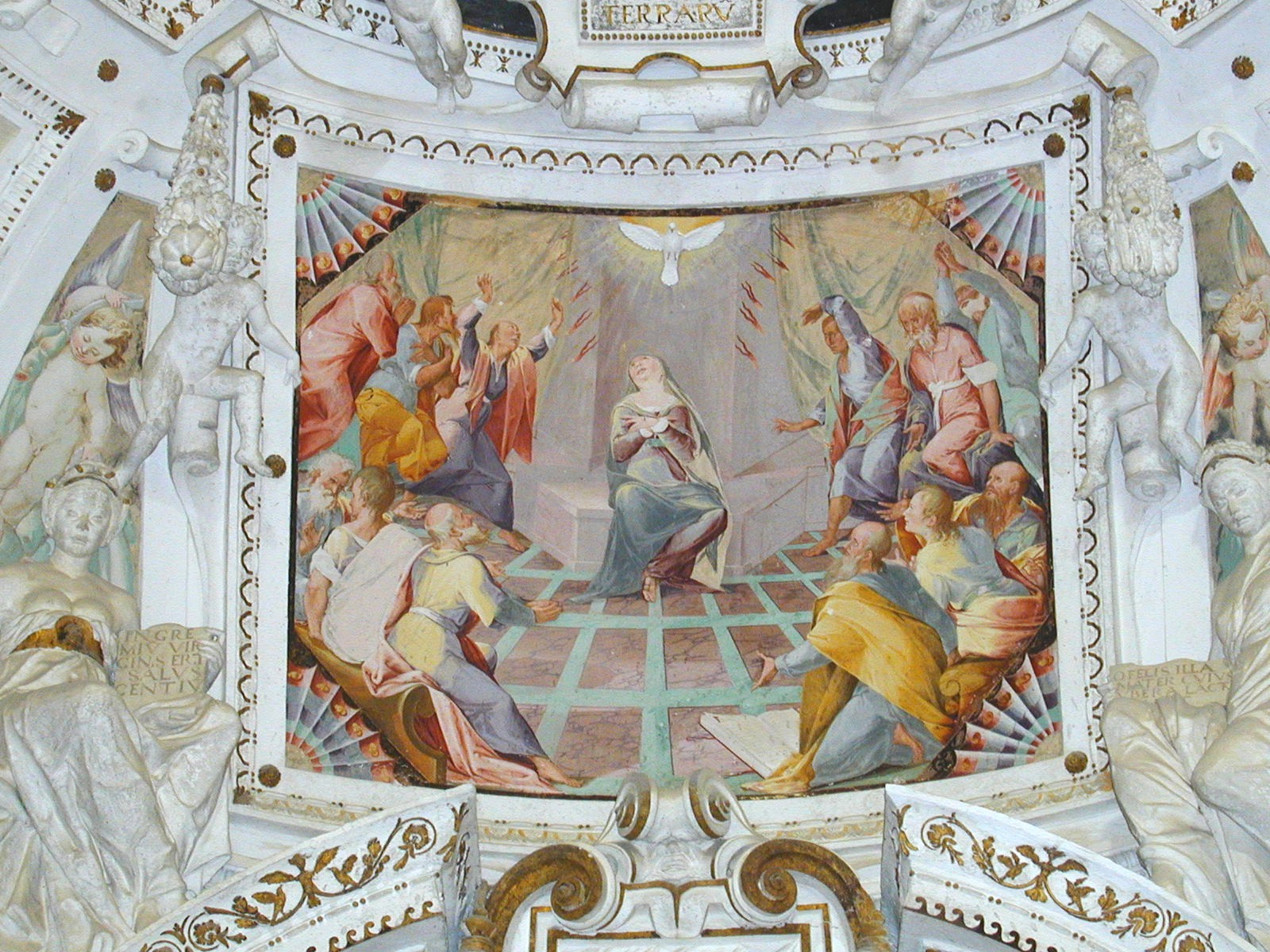
Deposizione, 1580-82, affresco e stucchi
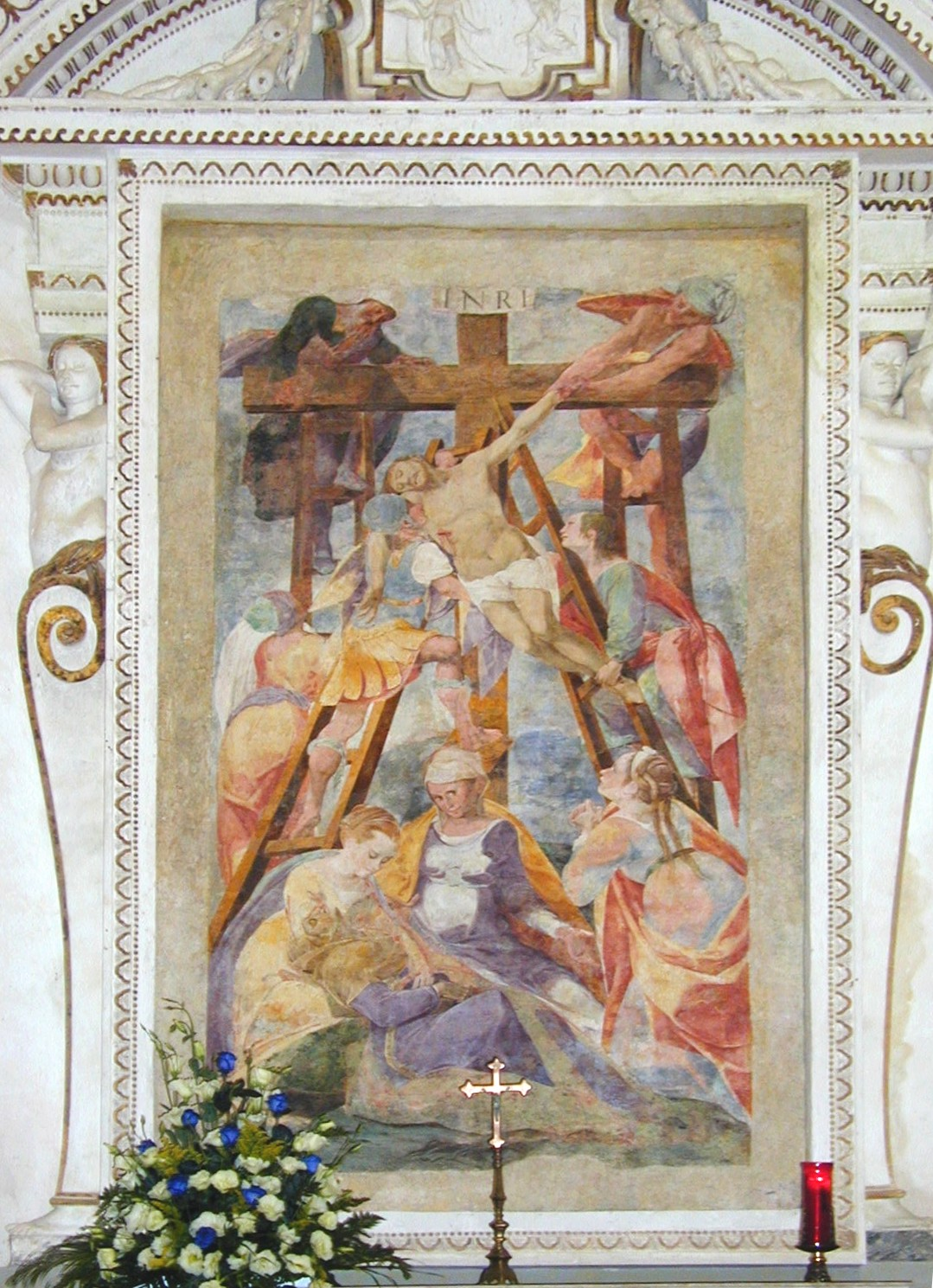
Deposizione, 1580-82, affresco e stucchi
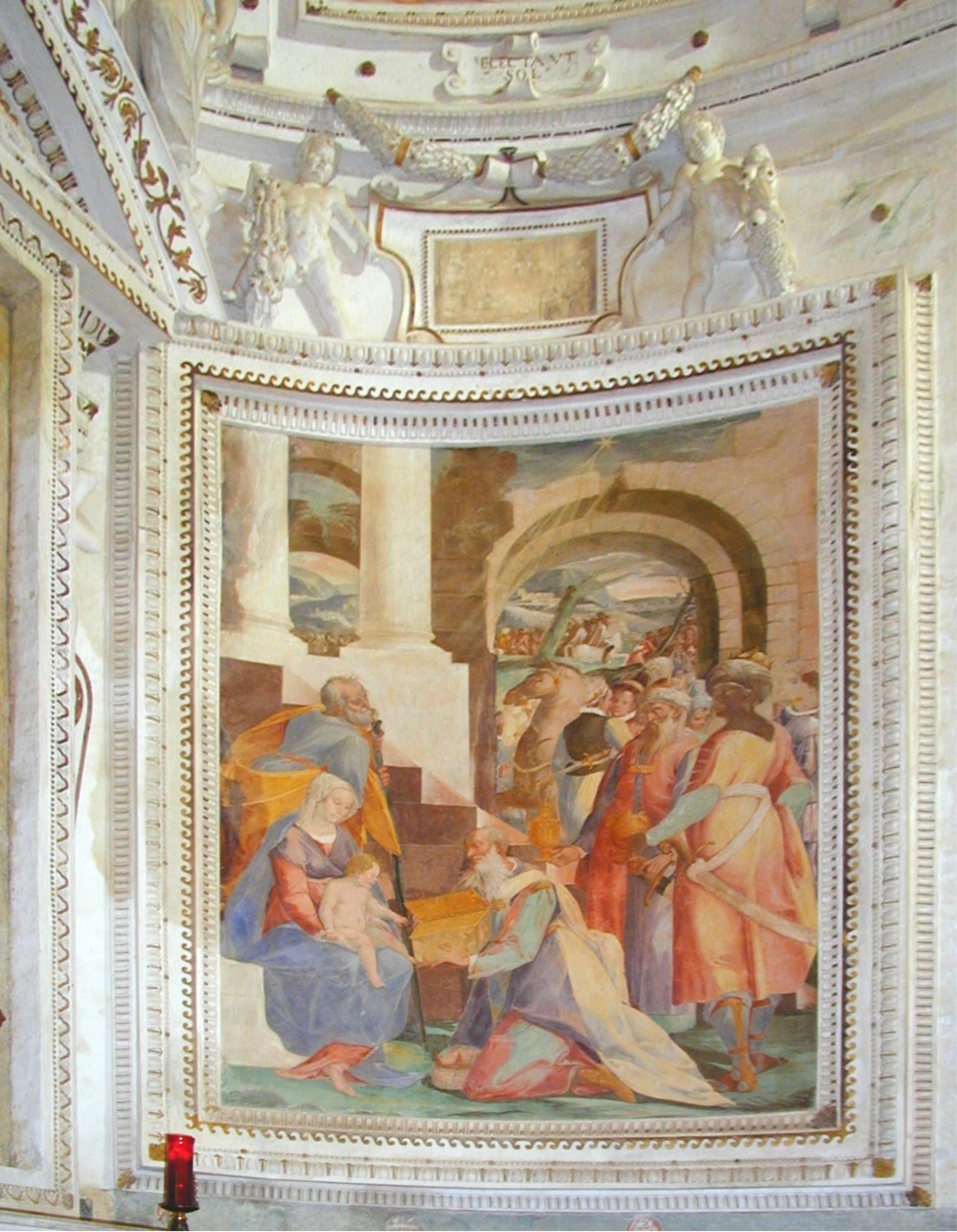
Adorazione dei Magi, 1580-82, affresco e stucchi
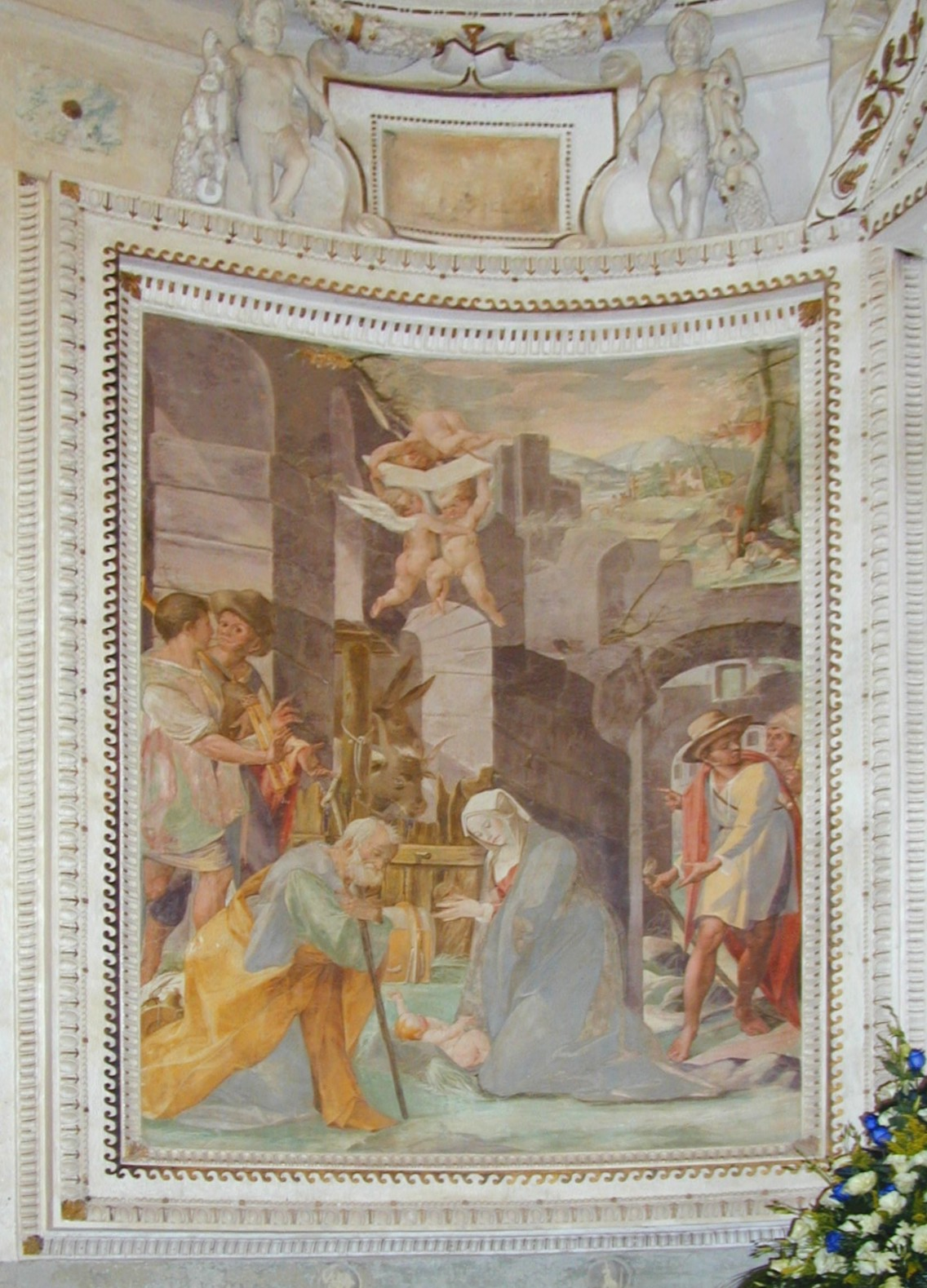
Adorazione dei pastori, 1580-82, affresco e stucchi
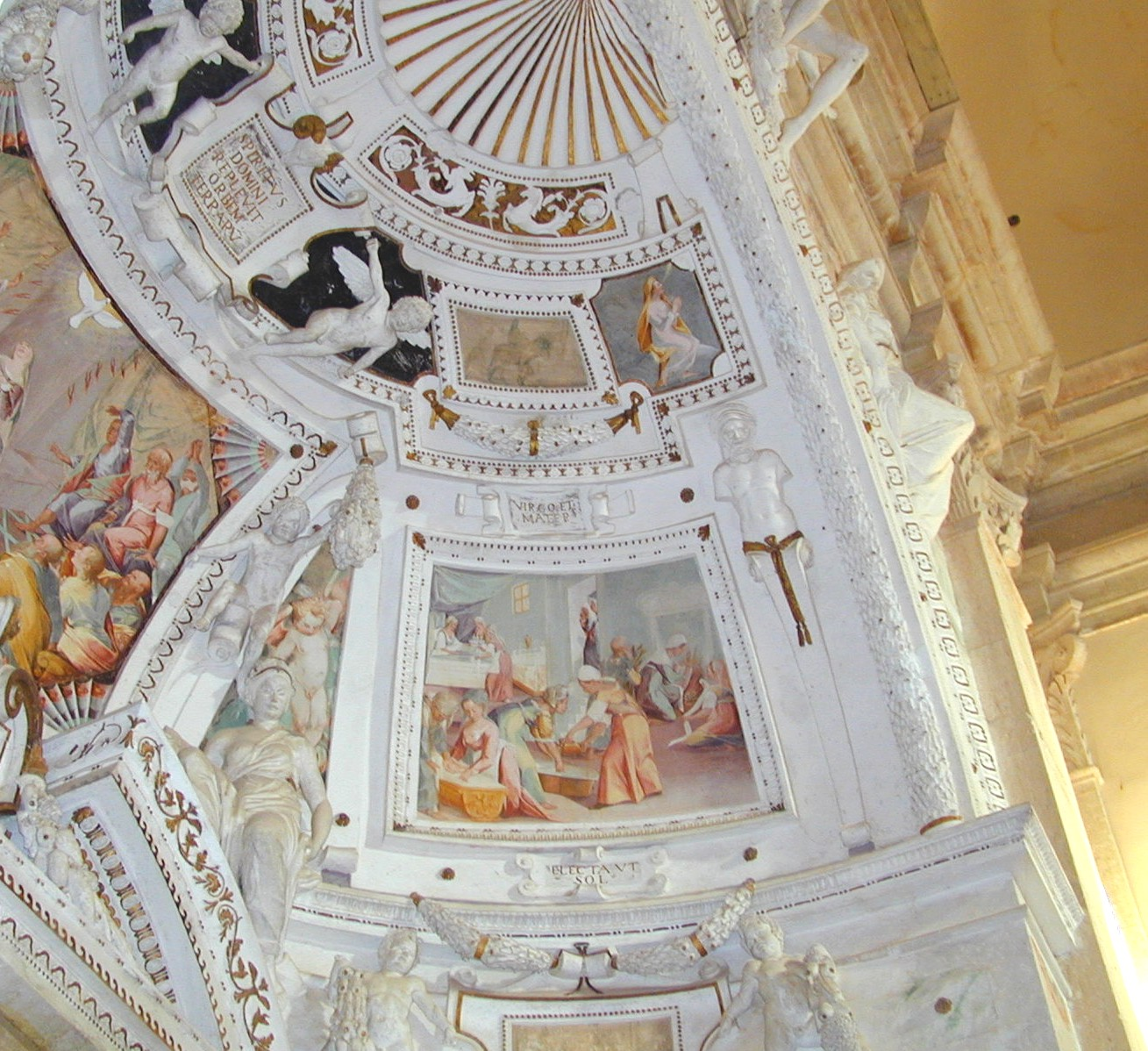
Natività di Maria, 1580-82, affresco e stucchi
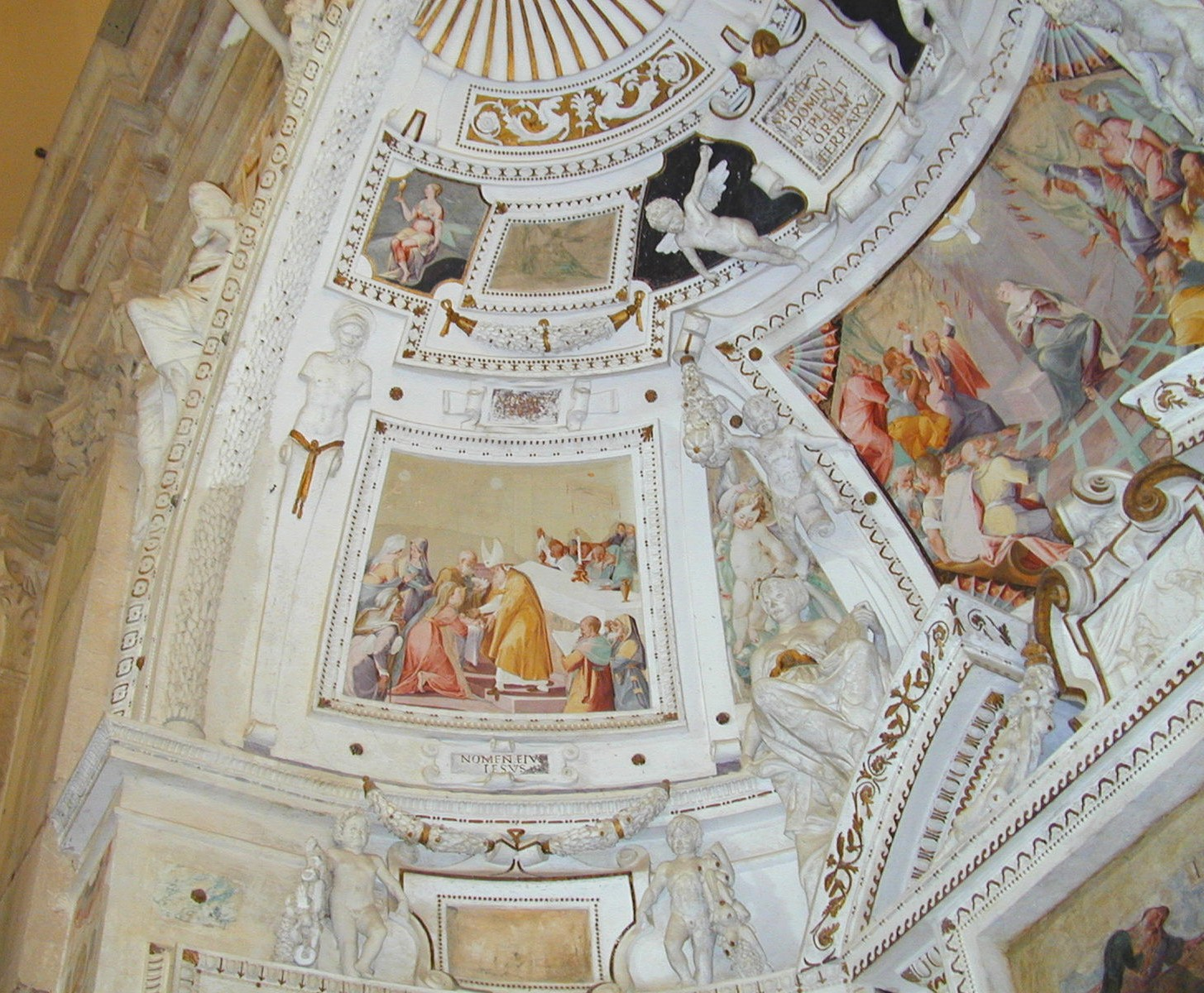
Presentazione Gesù al tempio, 1580-82, affresco e stucchi

 Chiesa dei Santi Martino e Giorgio, Vestignano, Caldarola, 1587-88, Pentittico degli altari frontali

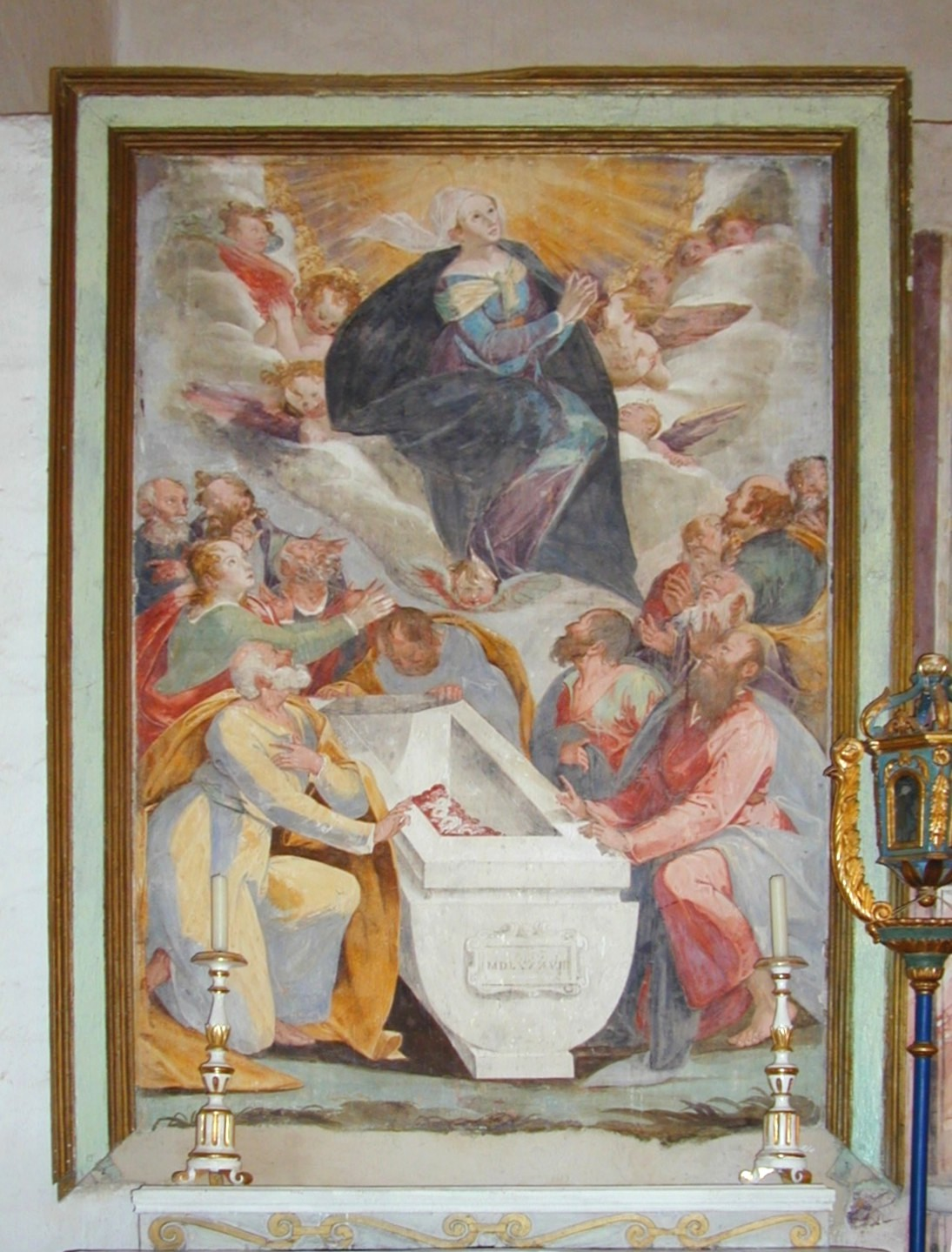
Assunzione della Vergine, 1587-88, affresco, altare laterale
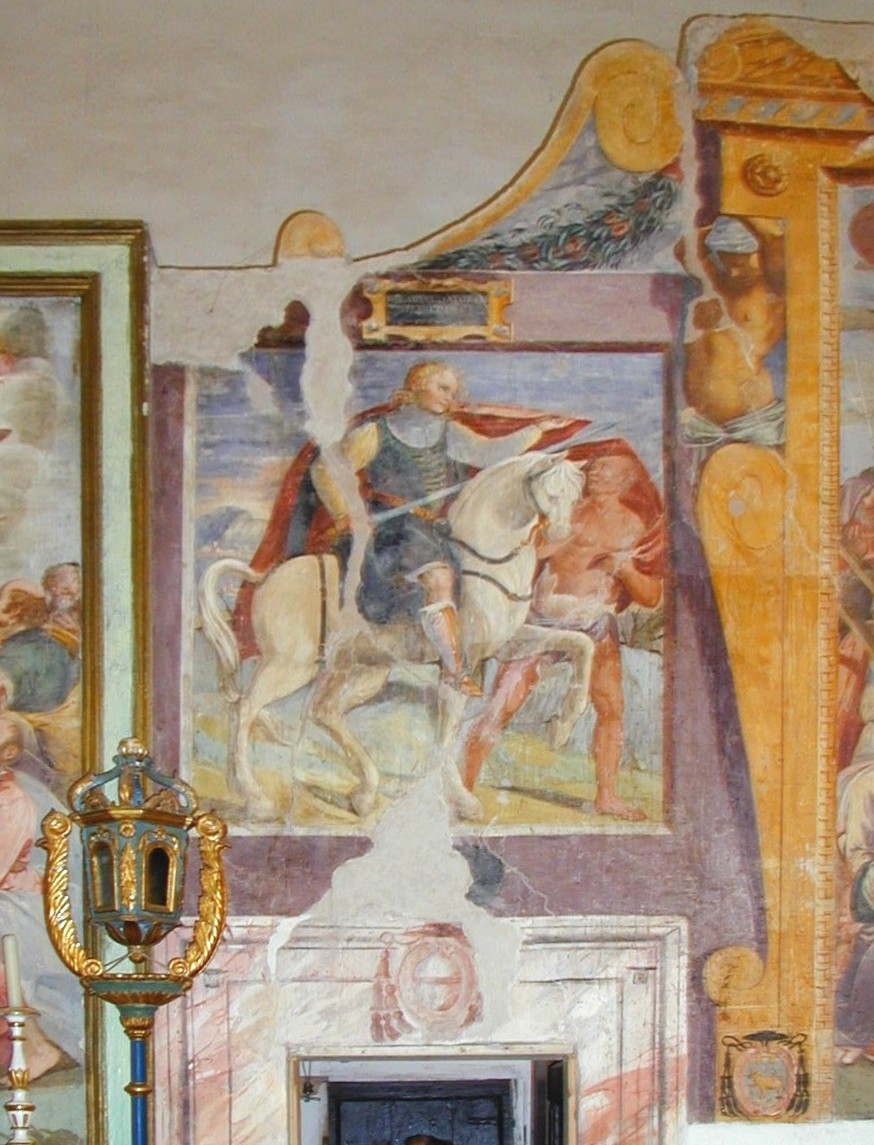
S. Martino, 1587-88, affresco
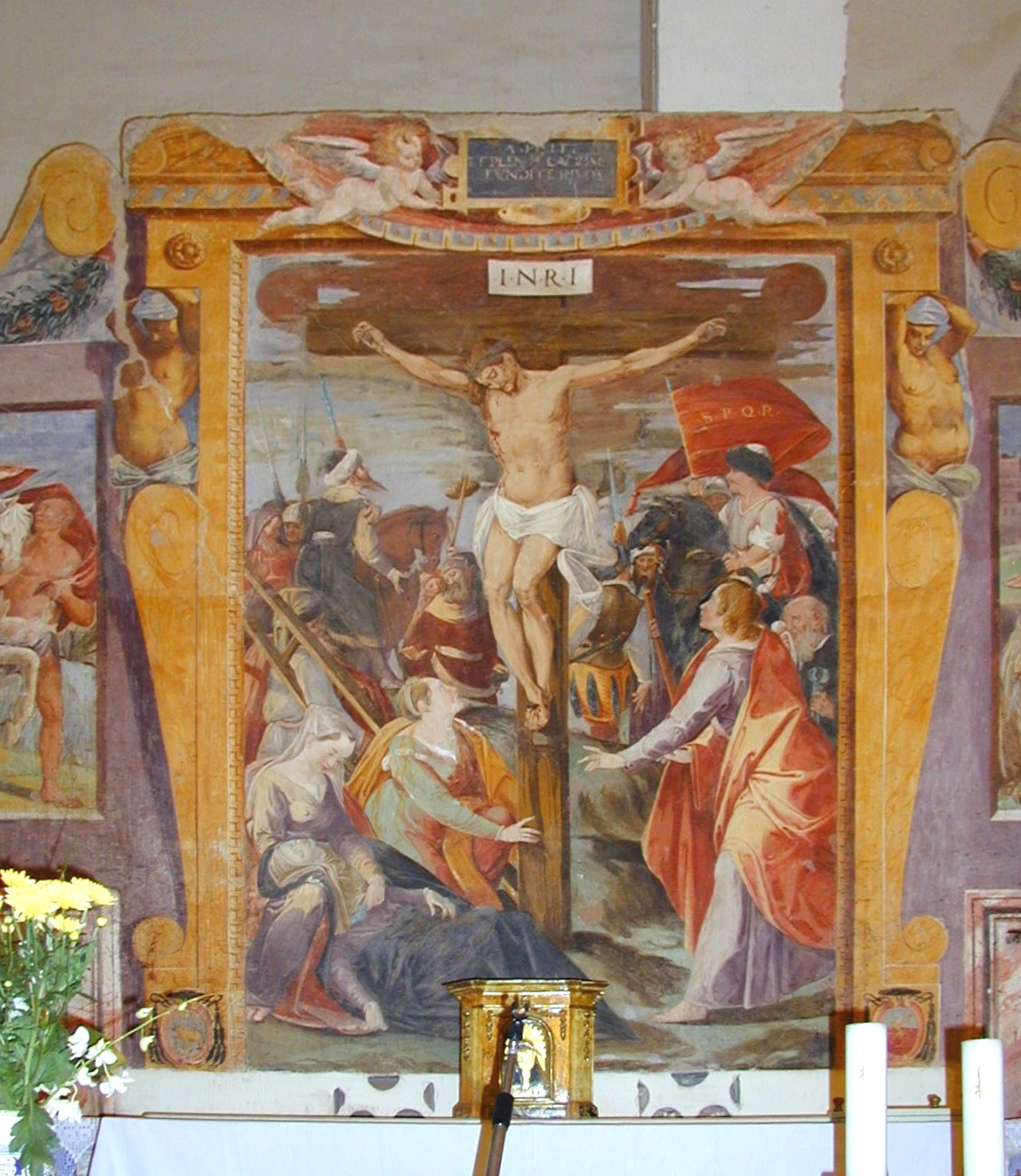
Calvario e Santi, 1587-88, affresco, altare centrale
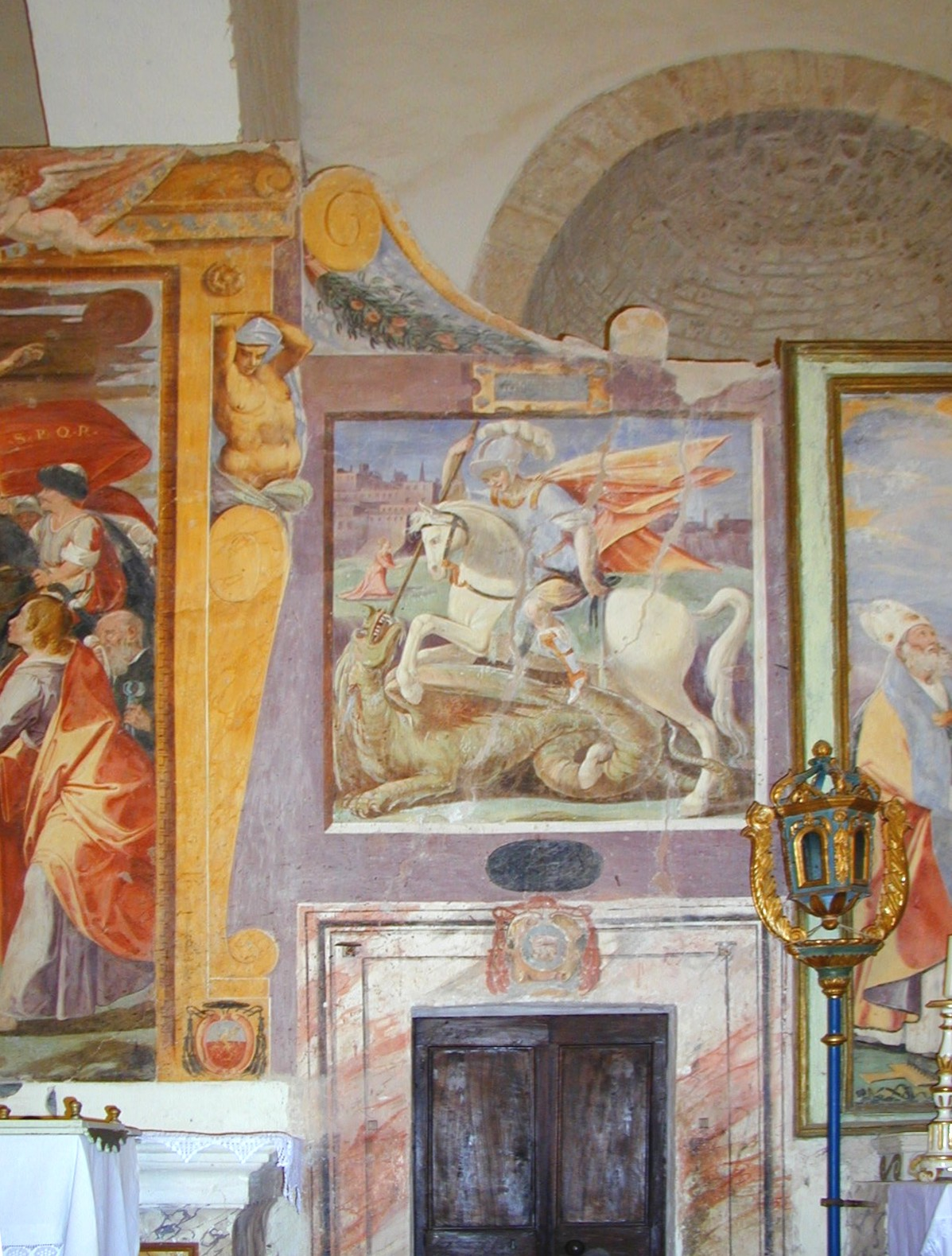
S. Giorgio, 1587-88, affresco
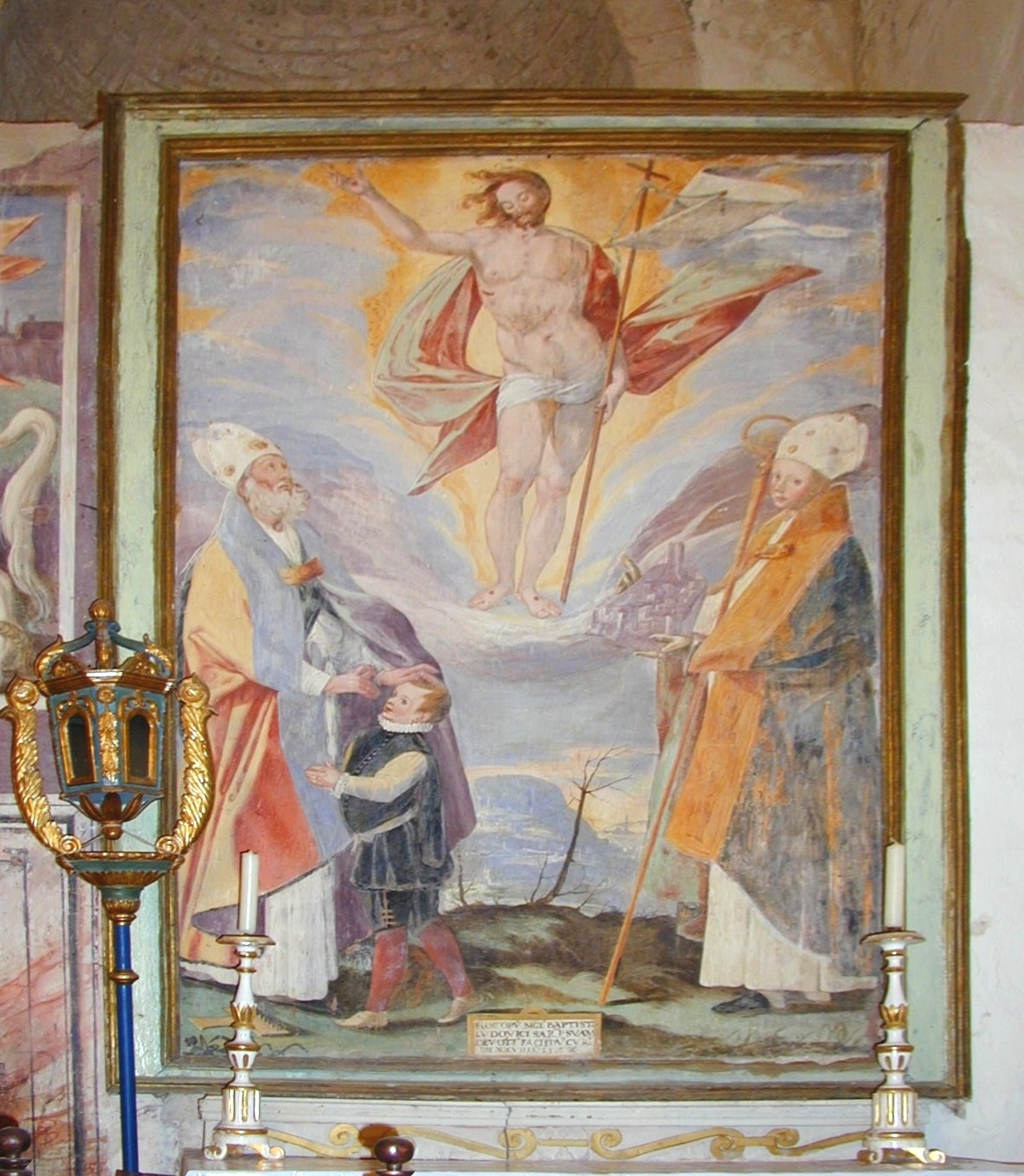
Cristo risorto e Santi Vescovi, 1587-88, affresco, altare laterale